# Dél-Nyírség
A Dél-Nyírség Hajdú-Bihar vármegye északi részén és Szabolcs-Szatmár-Bereg vármegye déli részén található.

## A Dél-Nyírség települései
Debrecen, Hajdúhadház, Hajdúsámson, Nyíradony, Nyírlugos, Vámospércs

## Természeti értékek
- a Nyíradonyi Gúti- vagy Gúthi-erdő
- a Debreceni Nagyerdő